# Acier en bande
L'acier en bande est un acier plat (de) laminé sous forme de bande et enroulé en rouleau. Il a entre 20 et plus de 600 mm de large et à peu près aussi épais qu'une feuille de métal.

## Propriétés matérielles
Les bandes d'acier sont constituées d'acier eutectoïde  laminé à chaud (de) ou à froid (de). Une différence entre les deux types de traitement est que les cristallites ou cristaux de l'alliage ne subissent aucun changement de forme ni étirement (de) lors du traitement à chaud. Le DIN EN 10048 décrit les dimensions limites et les tolérances de forme des bandes d'acier laminées à chaud.